# Falzziegelwerke Carl Ludowici
Die von 1883 bis 1972 in Betrieb befindlichen Falzziegelwerke Carl Ludowici in Jockgrim (Südpfalz) gehörten einst zu den größten Ziegeleien der Welt. Mit dem 1881 von Wilhelm Ludowici zum Patent angemeldeten Falzziegel Z1 begann die industrielle Fertigung von Dachziegeln.

## Geschichte

### 1857 bis 1883: Geschichte des Unternehmens vor der Ansiedlung in Jockgrim
Der in Uetersen in Schleswig-Holstein geborene Carl Friedrich Ludowici gründete 1857 eine Ziegelei in Ensheim im heutigen Saarland, etwa einen Kilometer vom Ortskern entfernt an der Straße nach St. Ingbert. Es war das erste Werk in Deutschland, das Ziegel mit Maschinen und Dampfkraft herstellte und zugleich das erste Werk, das Falzziegel herstellte. Aufgrund von nicht zufriedenstellenden Tonvorkommen und weiteren Nachteilen des Standorts verlegte er sein Werk 1861 nach Mundenheim (heute ein Stadtteil von Ludwigshafen am Rhein), indem er von dem Bauunternehmer Joseph Hoffmann eine bestehende Ziegelhütte kaufte. Seine Söhne traten 1877 in das Unternehmen ein, Franz Ludowici als kaufmännischer Leiter und Wilhelm Ludowici als technischer Leiter. Wilhelm Ludowici entwickelte in der Folgezeit den Falzziegel Z1 sowie die Revolverpresse, was dem Unternehmen zum wirtschaftlichen Durchbruch verhalf. Da die Tonvorkommen in Mundenheim zur Neige gingen, machte sich Wilhelm Ludowici auf die Suche nach neuen Vorkommen, die er zwischen Rheinzabern und Jockgrim fand.

### 1883 bis 1972: Falzziegelwerke in Jockgrim

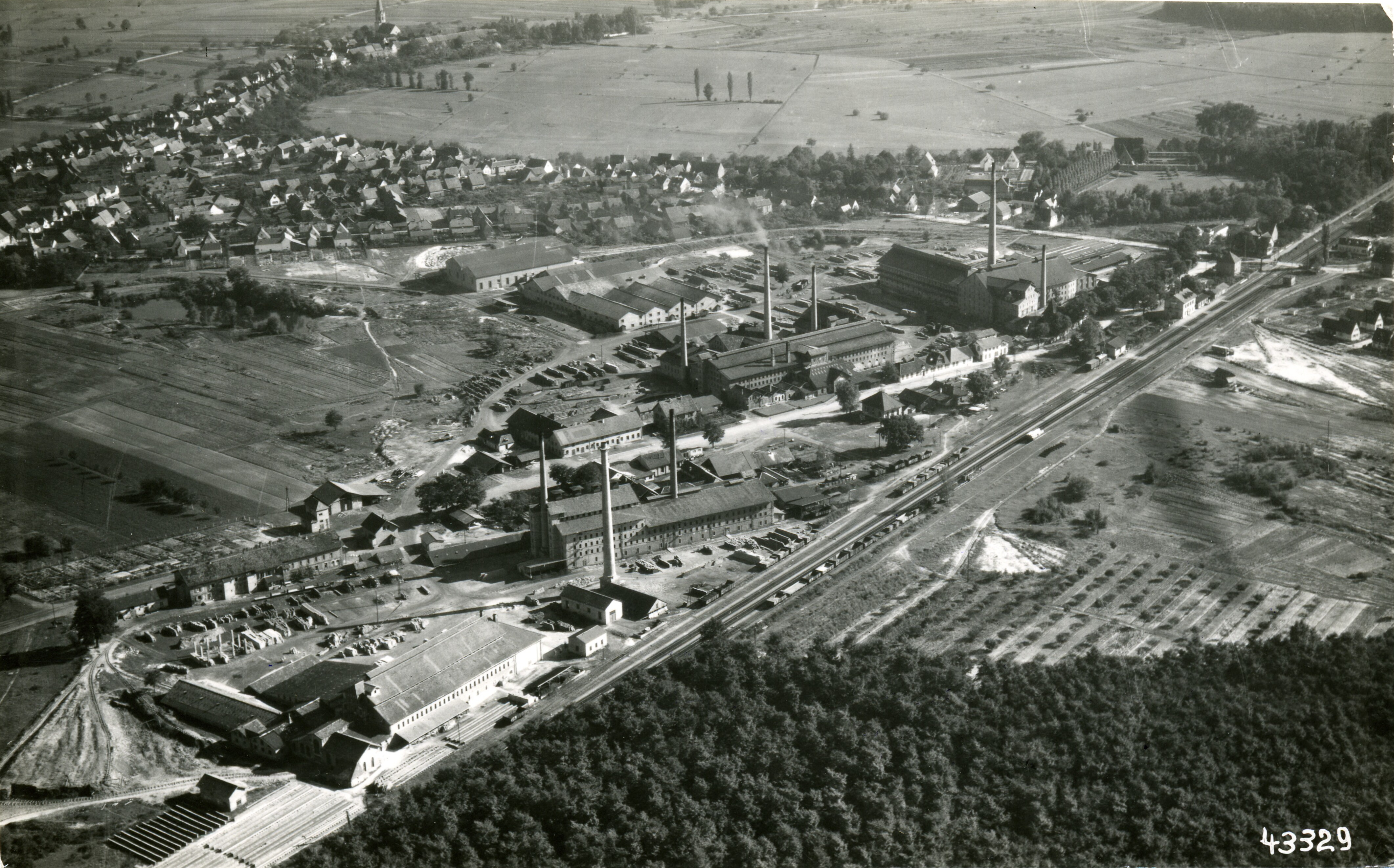
Fabrikgelände in Jockgrim (1936)

Neben den großen Tonvorkommen sprachen noch weitere Argumente für Jockgrim. In der armen, von der Landwirtschaft geprägten Südpfalz standen ausreichend billige Arbeitskräfte zur Verfügung. Über den 1876 erbauten Bahnhof Jockgrim sowie über den unweit von Jockgrim verlaufenden Rhein konnte sowohl die für die Befeuerung der Brennöfen benötigte Kohle an- als auch die fertige Ware abtransportiert werden.
Mitte Oktober 1883 begann der Bau des Werkes in Jockgrim. Am 17. April 1884 wurde dort die Falzziegelproduktion aufgenommen. 1887 wurde am Standort Jockgrim ein zweites Falzziegelwerk errichtet und ein Jahr später Werk III, das zunächst Backsteine produzierte. Das Werk in Mundenheim wurde noch einige Jahre weiterbetrieben und musste 1890 nach einem Brand neu aufgebaut werden. Geleitet wurde es von Wilhelm Ludowicis Bruder Franz. 1891/92 wurde das Werk verkauft, aber noch bis 1894 von der Firma Ludowici genutzt, ehe es nach Jockgrim als dortiges Werk IV verlegt wurde. Rund um die eigentlichen Werke entstanden weitere Betriebsteile, so unter anderem eine eigene Maschinenfabrik zur Herstellung und Wartung von Revolverpressen. 1897 wurden in Jockgrim 20 Millionen Ziegel gefertigt. Das Unternehmen mitsamt seinen Tochtergesellschaften wurde zum größten Ziegelhersteller der Welt.
Schon 1885 gründete das Unternehmen auf freiwilliger Basis eine betriebseigene Kranken- und Sozialversicherung. Den Arbeitern wurden Werkswohnungen sowie ein werkseigener Kindergarten angeboten. Wilhelm Ludowici zahlte 1896 seine Geschwister aus und wurde damit alleiniger Inhaber des Unternehmens. Sein Bruder August Ludowici (1866–1945) stiftete anonym einen Teil seines Anteils für den Bau der Jugendstil-Festhalle Landau. Erst 1925 wurde bekannt, wer der unbekannte Spender war. Zwischen den 1890er Jahren und dem Ersten Weltkrieg lag die Zahl der Beschäftigten stets zwischen 550 und 700. Der Erste Weltkrieg brachte dann einen harten Einschnitt. Während des Krieges produzierte zeitweilig nur das Werk 4 Backsteine für Befestigungsbauten. Die Mitarbeiterzahl sank auf etwa 100. Nach dem Krieg blieb die Auftragslage kritisch, unter anderem weil es durch wiederholte Zollsperren vom rechtsrheinischen Absatzgebiet abgeschnitten wurde.
Wilhelm Ludowici starb 1929, sein Sohn Johann Wilhelm Ludowici übernahm die Leitung. Dieser hatte in der Zeit des Nationalsozialismus mehrere hohe Ämter in Organisationen und staatlichen Stellen im Bereich Siedlungswesen inne. In dieser Zeit zog auch die Produktion des Unternehmens stark an und die Mitarbeiterzahl wuchs von 450 im Januar 1934 auf 942 im Oktober 1935 und schließlich auf den Höchststand in der Unternehmensgeschichte von etwa 1100 Beschäftigten im Jahr 1939. Das Unternehmen erhielt den Auftrag zur Herstellung von Dachziegeln für das Olympische Dorf in Berlin für die Sommerspiele 1936. Bei einem Bombenangriff am 14. Februar 1945 wurden die Ziegelwerke in Jockgrim zu 70 Prozent zerstört.
Der Bauboom nach dem Zweiten Weltkrieg führte zu einer Belebung des Geschäfts. Mit knapp 1000 Mitarbeitern wurde der personelle Höchststand der Werke annähernd wieder erreicht. 1957 und 1958 wurde die Belegschaft durch mehrere Entlassungswellen wieder deutlich dezimiert. Als Gründe für diesen Abschwung werden ausgelaufene Patente im Bereich der Falzziegel, deren Entwicklung als abgeschlossen angesehen werden konnte, aufkommende Alternativen für den Tondachziegel und eine geringe Tonausbeute rund um Jockgrim genannt. Zudem konzentrierte sich Johann Wilhelm Ludowici, der wie sein Vater ein großer Erfinder war, weniger auf die Geschäftsleitung als auf seine Erfindungen. Viele Patente wurden durch ihn angemeldet. Einige seiner Erfindungen revolutionierten die Baubranche, zum Beispiel die Scherenbühne oder die Plattenbautechnik. Andere Projekte dagegen floppten und verschlangen Unsummen von Geld, die dem Unternehmen in der schwierigen Phase fehlten, so zum Beispiel das schwimmend zu transportierende Kugelhaus aus Metall als Notunterkunft für Krisengebiete. Gegen Ende der 1960er Jahre übernahm Johann Wilhelms Sohn Helmo Ludowici die Geschäftsführung des schwächelnden Unternehmens.
Am 28. August 1971 wurde das Werk IV durch einen Brand zerstört. 1972 produzierte nur noch das moderne Werk VI mit rund 100 Mitarbeitern, dieses wurde in der Nacht des 2. auf den 3. September 1972 ebenfalls durch einen Brand vernichtet. Da sich zugleich das Ende der örtlichen Tonvorkommen abzeichnete, wurde das Werk nicht wiederaufgebaut. Die Produktion von Dachziegeln in Jockgrim endete damit.

### Entwicklung seit Einstellung des Betriebs
Unter der Geschäftsführung von Helmo Ludowici und Walter Reiss wurden bis 1995 noch zwei Nachfolgeunternehmen auf dem alten Werksgelände weiterbetrieben. Die schon 1941 von Johann Wilhelm Ludowici gegründete Förderungsgesellschaft für Montagebau mbH agierte als Hoch- und Tiefbauunternehmen und betrieb Maschinenbau, sie meldete 1995 Insolvenz an. Die Carl Ludowici Betonwerke GmbH fertigte Betonteile.
Das noch im Familien- bzw. Unternehmensbesitz befindliche Areal in Jockgrim wurde seit 1996 durch die Carl Ludowici GmbH unter Geschäftsführerin Rieke Ludowici-Wissing, Tochter von Helmo Ludowici, sukzessive als Bauland für Wohn- und Gewerbebauten vermarktet. Auf dem Gelände befindet sich heute unter anderem das Verwaltungsgebäude der Verbandsgemeinde Jockgrim – der Umbau wurde vom Architekten Stephan Böhm entworfen. In den Keller des Gebäudes wurde einer der alten Ringöfen der Ziegelwerke integriert.
Unmittelbar daneben befindet sich das Ziegeleimuseum. Die Ausstellung dokumentiert die rund 100-jährige Geschichte der Ziegelherstellung in Jockgrim. In verschiedenen Räumen werden die Produktionsschritte von der Tongewinnung bis zum Versand, die Produkte der Ziegelei, die dörfliche Entwicklung sowie die Unternehmensgeschichte dokumentiert. Ein weiterer Teil der Ausstellung ist der teilweise erhaltene Ringofen, der ursprünglich 90 Meter lang und sechs Geschosse hoch war. Heute dient er als Untergeschoss des modernen Verwaltungsgebäudes der Verbandsgemeinde. Mit seinem Entwurf für ein Kugelhaus in den 1950er Jahren wollte Ludowici aufgrund der guten Transportmöglichkeit und der optimalen Nutzung eine Alternative zum herkömmlichen Wohnungsbau, insbesondere im Katastrophenfall, schaffen. Ludowici ließ drei Kugelhäuser als Prototypen, zwei in Betonbauweise und eines in Stahlbauweise bauen. Ein solches ist im Außenbereich des Museums aufgestellt.
Weitere alte Hallen und Verwaltungsgebäude wurden zu Wohn- oder Geschäftshäusern umgebaut, lassen jedoch noch ihren alten Verwendungszweck erkennen. Auch die alte Villa der Unternehmensinhaber existiert noch.

## Kunstsammlung Ludowici
Seit jeher waren die Ludowicis auch Kunstsammler. Insbesondere Helmo Ludowici schuf eine beeindruckende Kunstsammlung mit Werken der Maler der „Wörther Schule“ unter Heinrich von Zügel mit Werken u. a. von Otto Dill oder Max Bergmann.

## Sonstiges
In New Lexington (Ohio, USA) existiert noch heute das Unternehmen Ludowici Roof Tile, ein früheres Tochterunternehmen der Ludowici Ziegelwerke, welches 1893 von Carl Ludowici und anderen amerikanischen Aktionären gegründet wurde. Dort werden noch heute hochwertige, handgefertigte Dachpfannen nach überlieferten Verfahren hergestellt. Personelle oder finanzielle Verbindungen nach Deutschland gibt es keine mehr. In Long County (Georgia, USA) gibt es einen Ort namens Ludowici, der 1905 nach Carl Ludowici benannt wurde.